# Takeucsi Naoko
Takeucsi Naoko (武内直子; Hepburn: Takeuchi Naoko) mangaművész (mangaka). 1967. március 15-én született a Jamanasi prefektúrabeli Kofuban. 19 évesen kezdett a Kodansha kiadónak dolgozni. Legnépszerűbb és világszerte ismert sódzso-mangasorozata a Sailor Moon.

## Élete

### Korai évek
Takeucsi Kendzsi és Takeucsi Ikuko gyermekeként született meg 1967-ben. Van egy öccse, Singó. Ugyanezeket a neveket használta a Sailor Moon-mangában a főszereplő Cukino Uszagi szülei esetében. A Kofu Icsi Középiskolába járt, ahol az asztronómia és a manga volt a fő érdeklődési területe. Már ekkoriban is képregényeket szeretett volna rajzolni, édesapja azonban jobban szerette volna, ha valamilyen komolyabb munkát vállal, ezért a Kioritszu Egyetemre ment, ahol vegyészetet tanult. Végül gyógyszerészként diplomázott. Tanulmányai alatt az egyetemhez közeli Daidzsingu Siba szentélyben segédkezett, mint mikó (egyfajta papnő).

### A Kodanshánál eltöltött évek
Tizenkilenc évesen beküldte a Kodansha kiadónak "Love Call" névre hallgató mangáját, melyet elfogadtak, s az ifjú művész díjat is nyert. Rendre egyfejezetes műveket készített, egészen első folytatásos mangájáig, a "Maria"-ig. A mű a "Hosszúlábú apu" című regény sajátos japán változata lett.
Ezután elkönyvelhette az első nagyobb sikerét, a "The Cherry Project"-nek köszönhetően. Ekkoriban már egy olyan mangát tervezett, melynek főhősei harcoslányok, és lehetőség szerint az űrben játszódik. Szerkesztője, Oszanó Fuminó (becenevén Osa-P) javasolta, hogy a lányok legyenek a japán iskolások egyenruhájára hasonlító "sailor fuku"-ba öltözve. Azonban végül csak egy harcoslány történetét kezdte el követni, s ez lett a "Codename: Sailor V". Miután azonban megkeresték, hogy szeretnék, ha anime készülne a műből, Takeucsi továbbfejlesztette azt, s bekerült négy másik harcoslány is, valamint a történet is jelentősen megváltozott. Ebből készült el a Sailor Moon, mely egy ideig párhuzamosan futott a Sailor V-vel. A sorozat nagy sikert ért el, és körülbelül öt évig mással sem foglalkozott. A franchise kézben tartására PNP ("Princess Naoko Planning") néven létrehozott egy vállalkozást.
1997-ben új munkába kezdett: a "PQ Angels" azonban négy fejezet után sajnálatos módon véget ért, mert a történet kéziratából hét oldal elveszett.

### Munkái a Kodansha után
A PQ Angels kéziratának elvesztése érzékenyen érintette Takeucsit, ráadásul szerkesztőjével is megszűnt a munkakapcsolata. 1998-ban átigazolt a Shueisha kiadóhoz, ahol megjelenített egy-két Sailor Moon-művészi képeskönyvet. Készített egy "Princess Naoko Takeuchi Back-To-Work Punch!" című képregényt, mely tulajdonképpen arról szólt, mit csinált a Sailor Moon-t követő időben. Későbbi férjével, Togasi Josihiróval is dolgozott ekkoriban, s ekkor kezdett bele egy hosszabb lélegzetvételű sorozatba, a "Toki☆Meca"-ba. 1999-ben összeházasodtak, 2001-ben pedig megszületett fiuk, akinek valódi nevét nem fedték fel, csak egy francia-japán becenevet használnak: "Petit Ódzsi" (kis herceg).

### A 2000-es években
Miután a Sailor Moon-licenc lejárt, a Kodansha visszacsábította őt. Újabb Sailor Moon-artbook-ok készültek, valamint egy néhány fejezetet megélt próbálkozás, a "Love Witch". 2003-tól a Pretty Guardian Sailor Moon című élőszereplős sorozat készítői hívták meg tanácsadónak, s míg ezzel foglalkozott, új művei sem jelentek meg, csak a "Sailor Moon" és a "Codename: Sailor V" reprint kiadása. Ezután folytatta a "Toki☆Meca" sorozatot, majd gyerekeknek készített képeskönyveket. Mostanában leginkább saját weboldalát frissítgeti, havi rendszerességgel lecserélt dizájn mellett, valamint a PNP-t menedzseli. 2009-ben született még egy gyereke, akinek a neme ismeretlen a nagyközönség számára.

## Munkái

### Manga
- Chocolate Christmas (チョコレート·クリスマス) (1987-1988): történet egy kislányról, aki szerelmes lesz egy DJ-be karácsonykor.
- Maria (ま·り·あ) (1989-1990): a Hosszúlábú apu című könyv feldolgozása.
- The Cherry Project (チェリープロジェクト) (1990-1991): egy műkorcsolyázó lány története, aki szeretne híres lenni és elnyerni egy fiú szerelmét. A történetben felbukkan Cukino Uszagi későbbi tanárnője is.
- Codename: Sailor V (コードネームはセーラーV) (1991-1993): történet egy lányról, aki egy napon a szeretet és az igazság harcosaként felveszi a küzdelmet a világuralomra törő gonosszal szemben. A történet a "Sailor Moon" előzményeit mutatja be.
- Pretty Soldier Sailor Moon (美少女戦士セーラームーン) (1992-1997): legismertebb munkája, mely többféle változatban és kiadásban is megjelent. Hasonlóan a Sailor V-hez, alaptörténete egy lányról szól, aki a szeretet és az igazság harcosaként küzd a világuralomra törő gonosz ellen.
- Miss Rain (ミス·レイン) (1993): öt kisebb történet
- Prism Time (プリズム·タイム) (1995-1997): Takeucsi korai munkáit összefoglaló minisorozat.
- PQ Angels (PQエンジェルス) (1997): főhőse két idegen lány, akik képesek csótányokká átváltozni, és azért jöttek a Földre, hogy megkeressék a hercegnőjüket. Bár meglehetősen sikeresnek volt mondható, a sajnálatosan elveszett fejezetek miatt hamar véget ért.
- Princess Naoko Takeuchi's Return-to-Society Punch! (1998): miniképregények arról, mit csinált Takeucsi a Sailor Moon után.
- Toki☆Meca! (とき☆めか) (2001, 2005-2006): történetek egy robotról és készítőjéről.
- Love Witch (ラブ ウィッチ) (2002): történet egy lányról, aki egy parfümösüveg segítségével boszorkányos képességekre tesz szert, de ennek nagy ára van. A sorozat hamar félbeszakadt.

### Képeskönyvek
- Mermaid Panic 1-3
- Atashi no Wagamama
- Zettai, Kore o Ubbatte Miseru

### Gyerekkönyvek
- Oboo-nu- to Chiboo-nu

### Dalszövegek
Takeucsi számos dal szövegét megírta a Sailor Moon animéhez és az élőszereplős sorozathoz. Ezek a következők:
- Ai wo Shinjiteru ("Believe in Love")
- Chikara wo Awasete ("Combining Power")
- Ginga Ichi Mibun Chigai na Kataomoi ("Unrequited Love a Station Apart in the Galaxy")
- Honoo no Sogekimono (Flame Sniper)
- Initial U
- Katagoshi ni Kinsei ("Venus Over my Shoulder")
- Kirari*SailorDream! ("Sparkling Sailor Dream!")
- Luna!
- Mayonaka Hitori ("Alone At Midnight")
- Over Rainbow Tour
- Princess Moon
- "Rashiku" Ikimasho ("I'll Go With My Looks")
- Route Venus
- Sailor Star Song
- Sailor Team no Theme
- Senshi no Omoi
- We Believe You

## Díjai és elismerései
- 1985 – Nakajosi-képregénydíj a legjobb új alkotónak[2]
- 1986 – Nakajosi-képregénydíj a legjobb új alkotónak a Love Call című történetéért[2]
- 1993 – Kodansha manga-díj a Sailor Moon című sorozatáért[2]
- 1998 – A Comic-Con International Inkpot-díja